# آفا أنواي
غاتافايسا آفا أميتوانا أنوي (21 نوفمبر 1943 – 16 أغسطس 2024) كان مصارعاً محترفاً ساموياً-أمريكياً ومديراً للمصارعة المحترفة. اشتهر بأدائه مع شقيقه سيكا باسم السامويين المتوحشين. أدار اتحاد وورلد إكستريم ريسلينغ بعد تقاعده من المصارعة المحترفة في عام 1995، وقام بتدريب المصارعين في مركز تدريب السامويين المتوحشين في مينيولا، فلوريدا.

## الحياة المبكرة
ولد غاتافايسا آفا أميتوانا أنوي في ليون، ساموا الأمريكية، في 21 نوفمبر 1943، للقس أميتوانا أنوي وتوفاليوامانيا ريبلي-أنوي. عندما كان صغيراً، انتقلت عائلته إلى سان فرانسيسكو، كاليفورنيا، في الولايات المتحدة، حيث أسس والده الكنيسة المسيحية التجمعية الأولى في ساموا الأمريكية. في سن 17، التحق أنوي بقوات مشاة بحرية الولايات المتحدة.

## مسيرته في المصارعة المحترفة

### بداية مسيرته (1971–1979)

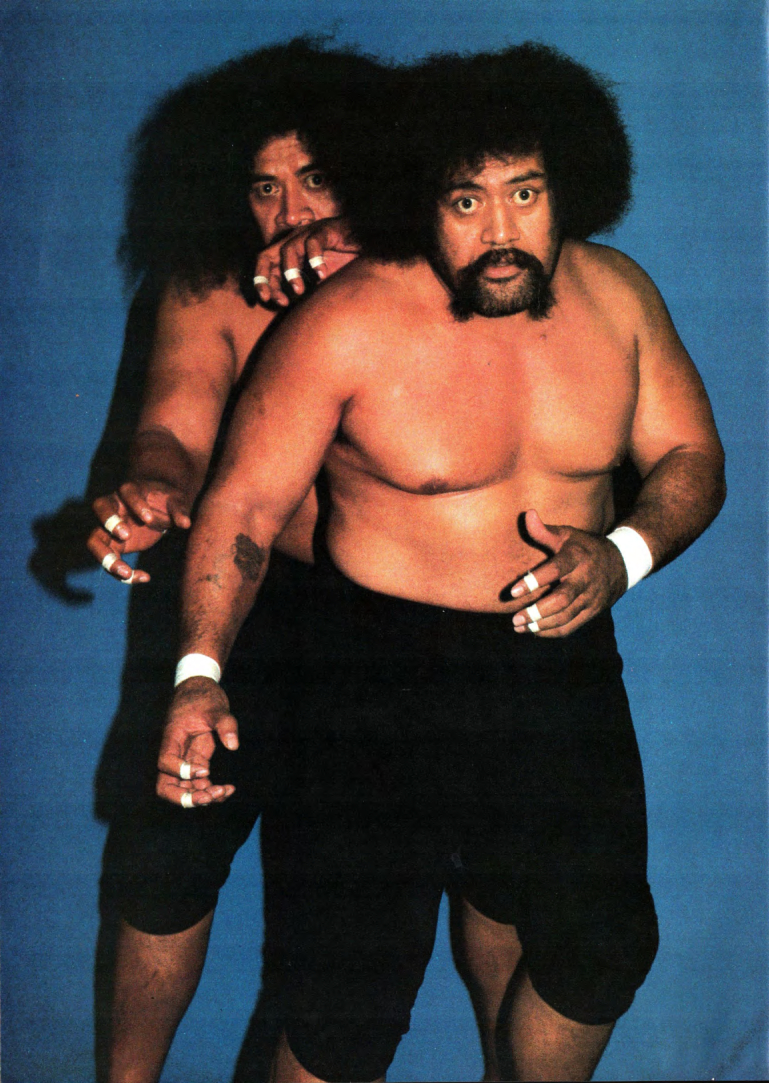
آفا (في الأمام) مع شقيقه سيكا في 1983

عند مغادرته قوات مشاة البحرية، بدأ أنوي التدريب كمصارع تحت إشراف عمه بيتر مايفيا وصهر عمه روكي جونسون. وتلقى لاحقًا تدريبًا إضافيًا من كورت فون ستايغر. خاض أولى مبارياته في عام 1971 في فينيكس، أريزونا. ثم قام بتدريب شقيقه سيكا، وشكل الأخوان فريقًا ثنائيًا معروفًا باسم السامويين المتوحشين.
طوال السبعينيات، صارع السامويون المتوحشون لاتحاد ستامبيد ريسلينغ الكندي (حيث تلقوا تدريبًا إضافيًا من ستو هارت) وللعديد من فروع التحالف الوطني للمصارعة. في عام 1978، سافر السامويون المتوحشون إلى اليابان للمصارعة في إنترناشونال ريسلينغ إنتربرايز، وفازوا ببطولة العالم للفرق الثنائية IWA.

### الاتحاد العالمي للمصارعة (1979–1995)
في عام 1979، انضم السامويون المتوحشون إلى الاتحاد العالمي للمصارعة، حيث كان يديرهم لو ألبانو وأطلق عليهم اسم "رجال ألبانو المتوحشين". تم إيصال طبيعة "التوحش" للأخوين من خلال سلوكهم غير التقليدي (الذي تضمن التواصل فقط بالهمهمات غير المفهومة وتناول الأسماك النيئة غير المجهزة، أثناء المقابلات وأثناء الاقتراب من حلبة المصارعة). أثناء وجودهم في WWF، فاز السامويون المتوحشون ببطولة العالم للفرق الثنائية WWF. كما تحدى كلا العضوين بوب باكلند على بطولة الوزن الثقيل WWF في عدة مناسبات. غادروا الاتحاد عام 1980.
صارع السامويون المتوحشون بعد ذلك في مد-ساوث ريسلينغ ومنظمات جيم كروكيت، قبل العودة إلى WWF في عام 1982 واستعادة بطولة العالم للفرق الثنائية WWF في عام 1983. بعد إصابة سيكا، تم استكمال الفريق الثنائي بابن آفا سامو (لم يتم الاعتراف بالعلاقة على التلفزيون). ظل الثلاثي في WWF حتى عام 1984. ووفقًا لآفا، فقد وظيفته لأنه تغيب عن العمل لحضور ولادة ابنه.
عاد أنوي إلى الاتحاد العالمي للمصارعة للمرة الثالثة في عام 1992، كمدير وشريك عرضي لفريق ذا هيدشرينكرز (سامو وابن شقيق أنوي، فاتو). خاض آخر مبارياته في 22 مايو 1994، حيث تعاون مع ذا هيدشرينكرز لهزيمة ذا كيبيكرز وجوني بولو في روز مونت هورايزن. غادر أنوي الاتحاد العالمي للمصارعة في منتصف عام 1995.

### التدريب وشبه التقاعد (1995–2024)
بعد مغادرة الدبليو دبليو إي، بدأ تدريب المصارعين في مركز تدريبه "وايلد ساموان ترينينغ فاسيليتي"، بالتعاون مع شقيقه سيكا. في عام 1997، اجتمع الرجلان لليلة واحدة ضمن فريق في IWA Night Of The Legends.
في 31 مارس 2007، تم إدخال السامويين المتوحشين إلى قاعة مشاهير دبليو دبليو إي من قبل سامو ومات ابن سيكا. كان مدرب المصارعة لفيلم دارين أرنوفسكي عام 2008، المصارع.
في عامي 2013 و2014، عاد آفا من التقاعد للمصارعة في اتحاده وورلد إكستريم ريسلينغ وهو في سن 71.
ظهر السامويون المتوحشون في جحيم في القفص عام 2020 للاحتفال بانتصار رومان رينز.

## مؤسسة أوسوس
في عام 1999، أطلق آفا ولين أنوي مؤسسة "أوسوس"، وهي منظمة غير ربحية تهدف إلى إبعاد الشباب عن المخدرات، والعصابات، والفقر من خلال توفير منح دراسية لمركز تدريب السامويين المتوحشين.

## الوفاة
في 16 أغسطس 2024، أعلن سامو أنوي أن آفا توفي بسبب نوبة قلبية عن عمر يناهز 80 عامًا، وذلك بعد أقل من شهرين من وفاة سيكا. كان سيكا شقيق آفا الحقيقي وشريكه في فريق التاج.

## البطولات والإنجازات
- بيغ تايم ريسلينغ
  - بطولة العالم للفرق الثنائية NWA (إصدار ديترويت) (مرتين) – مع سيكا[24]
- كونتيننتال ريسلينغ أسوشيشن
  - بطولة الفرق الثنائية الجنوبية AWA (مرة واحدة) – مع سيكا[25][26]
- جورجيا تشامبيونشيب ريسلينغ
  - بطولة الفرق الثنائية الوطنية NWA (مرة واحدة) – مع سيكا[27]
- غلف كوست تشامبيونشيب ريسلينغ
  - بطولة الفرق الثنائية في غلف كوست NWA (مرتين) – مع سيكا[28]
- إنترناشونال ريسلينغ إنتربرايز
  - بطولة العالم للفرق الثنائية IWA (مرة واحدة) – مع سيكا[29]
- مد-ساوث ريسلينغ أسوشيشن
  - بطولة الفرق الثنائية في مد-ساوث (3 مرات) – مع سيكا[30]
- NWA أول-ستار ريسلينغ
  - بطولة الفرق الثنائية الكندية NWA (إصدار فانكوفر) (مرة واحدة) – مع سيكا[31]
- NWA ميد-أمريكا
  - بطولة الفرق الثنائية للولايات المتحدة NWA (إصدار ميد-أمريكا) (مرة واحدة) – مع سيكا[32][33]
- قاعة مشاهير المصارعة المحترفة
  - فئة 2012 – تم إدخاله كعضو في السامويين المتوحشين[34]
- برو ريسلينغ إيلوستريتد
  - صنفته PWI في المرتبة 346 من أفضل 500 مصارع فردي في "سنوات PWI" في عام 2003[35]
  - صنفته PWI في المرتبة 93 من أفضل 100 فريق ثنائي في "سنوات PWI" مع سيكا في عام 2003[36]
- ساوث إيسترن تشامبيونشيب ريسلينغ
  - بطولة الفرق الثنائية الجنوبية NWA (القسم الجنوبي) (مرتين) – مع سيكا[37]
- ستامبيد ريسلينغ|ستامبيد ريسلينغ
  - بطولة الفرق الثنائية الدولية ستامبيد ريسلينغ (مرتين) – مع سيكا[38]
- دبليو دبليو إي / دبليو دبليو إي
  - بطولة العالم للفرق الثنائية دبليو دبليو إي (3 مرات) – مع سيكا[39]
  - قاعة مشاهير دبليو دبليو إي (فئة 2007)[40]

## مسيرته التمثيلية
- بودي سلام (1987)[41]
- ميامي فايس (1987) في حلقة "By Hooker by Crook" بدور "رجل العصابات #2"[42]
- السيد مربية (1993)[43]

## وصلات خارجية
- آفا أنوي في قاعدة بيانات الأفلام على الإنترنت